# 테드 우드
테드 우드(Edward Robert Wood, 1967년 1월 4일~)는 미국 출신 전 롯데 자이언츠 외야수였다.

## 선수 경력

### 롯데 자이언츠 시절
2000년에 입단하였다. 그해 4월 18일 서울 잠실야구장에서 LG 트윈스와 경기때 임수혁 선수가 심장발작으로 쓰러졌을 때 먼저 응급구조 요청을 하였다. 미미한 활약으로 대체용병 화이트가 왔다.
1. ↑  이현 논설위원 (2010년 2월 8일). “[밀물 썰물] 임수혁이 남긴 숙제”. 부산일보. 2022년 4월 15일에 확인함.